# Springfield (contea di Union, New Jersey)
Springfield è una città degli Stati Uniti d'America, nella contea di Union, nello Stato del New Jersey.

## Società

### Evoluzione demografica
Abitanti censiti